# Liste der Kulturdenkmale in Wangen (bei Göppingen)

Wappen von Wangen

In der Liste der Kulturdenkmale in Wangen (bei Göppingen) werden unbeweglichen Bau- und Kunstdenkmale in der Gemeinde Wangen aufgelistet. Diese Liste ist noch unvollständig.

## Allgemein
- Bild: Zeigt ein ausgewähltes Bild aus Commons, „Weitere Bilder“ verweist auf die Bilder im Medienarchiv Wikimedia Commons.
- Bezeichnung: Nennt den Namen, die Bezeichnung oder die Art des Kulturdenkmals.
- Lage: Straßenname und Hausnummer oder Flurstücknummer des Kulturdenkmals, gegebenenfalls auch den Ortsteil. Die Grundsortierung der Liste erfolgt nach dieser Adresse. Der Link (Karte) führt zu verschiedenen Kartendiensten mit der Position des Kulturdenkmals. Fehlt dieser Link, wurden die Koordinaten noch nicht eingetragen. Sind diese bekannt, können sie über ein Tool mit einer Kartenansicht einfach nachgetragen werden. In dieser Kartenansicht sind Kulturdenkmale ohne Koordinaten mit einem roten bzw. orangen Marker dargestellt und können durch Verschieben auf die richtige Position in der Karte mit Koordinaten versehen werden. Kulturdenkmale ohne Bild sind an einem blauen bzw. roten Marker erkennbar.
- Datierung: Baubeginn, Fertigstellung, Datum der Erstnennung oder grobe zeitliche Einordnung entsprechend des Eintrags in der zuständigen Denkmaldatenbank (Landesamt für Denkmalpflege Baden-Württemberg).
- Beschreibung: Kurzcharakteristik des Kulturdenkmals.

## Liste
| Bild | Bezeichnung              | Lage                                 | Datierung | Beschreibung | ID |
| ---- | ------------------------ | ------------------------------------ | --------- | --- | -- |
|      | Evangelische Pfarrkirche | Hauptstraße 74, Pfarrberg 13 (Karte) | 1887/88   | Die evangelische Pfarrkirche befindet sich am südlichen Rand von Wangen. Sie wurde von Theophil Frey in neogotischem Stil erbaut Geschützt nach § 2 DSchG |    |
|      | Ortskern Oberwälden      | Oberwälden, Historischer Ortskern    |           | Der historische Ortskern von Oberwälden befindet sich am südlichen Rand des Schurwaldes. Die Bebauung stammt aus dem 18. bis 20. Jahrhundert. Zu den bedeuteten Gebäuden gehören unter anderem eine spätromantische Kirche und ein Pfarrhaus mit Scheune, Wasch- und einem Backhaus. |    |